# قيقب مكسيموفتشي
قيقب مكسيموفتشي (الاسم العلمي: Acer maximowiczianum) هو نوع من النباتات يتبع جنس القيقب من الفصيلة الصابونية. سمي هذا النوع نسبةً إلى عالم النبات الروسي كارل مكسيموفتش.